# تاريخ البريد في الكويت
أولى الرسائل المعروفة المرسلة من الكويت يعود تاريخها إلى الرابع من مارس عام (1750) والتي قام بارسالها ممثل شركة الهند الشرقية الإنجليزية في مدينة البصرة اثر فراره إلى الكويت هربا من السلطات العثمانية آنذاك، حيث كانت موجهة إلى أحد القساوسة بمدينة حلب السورية يشرح فيها مشكلته مع شركته، ومازال الأرشيف الهولندي يحتفظ بهذه الرسالة إلى يومنا هذا.
لقد بدأ ما يسمى بالنشاط البريدي العملي في الكويت عام 1904 في عهد حاكم الكويت آن ذاك الشيخ مبارك بن صباح وذلك قبل ان يشهد مكتب البريد في الكويت ادارات متعاقبة أجنبية مثل الإدارة الهندية والباكستانية والبريطانية لتؤول إلى إدارة وطنية كويتية فيما بعد.
لقد اثمرت اتفاقية الحماية بين الشيخ مبارك وبريطانيا في 23 يناير عام 1899 عن تعيين أول مقيم سياسي بريطاني في دولة الكويت الذي وصلها في الخامس من أغسطس عام 1904 وكان يدعى الكولونيل (نوكس) والذي احضر معه مساعد طبيب جراح ومساعدا مسؤولا عن البريد حيث مورست الخدمات البريدية في الكويت مع بداية استقرار المقيم السياسي في الكويت، الا ان افتتاح أول مكتب بريد رسميا في دولة الكويت كان في 21 يناير عام 1915 وكان ذلك أيضا في عهد الشيخ مبارك بن صباح.
انطلقت الخدمات البريدية في تلك الفترة من مبنى مقر المقيم السياسي في الكويت، ولم يتم استخدام الختم الخاص لمكتب بريد الكويت الذي كان يحمل كلمة (الكويت) باللغة الفرنسية وكانت تختم الرسائل الصادرة والواردة إلى الكويت من مكتب البريد الهندي في فرع (بوشهر). هذه الفترة لم تشهد صدور طوابع خاصة بدولة الكويت بل استخدمت مجموعة طوابع هندية تحمل صورة إدوارد السابع ملك المملكة المتحدة وأخرى تحمل صورة الملك جورج السادس حيث وافق الشيخ مبارك آنذاك للسلطات الإنجليزية عام 1912 بانشاء خط التلغراف اللاسلكي في الكويت.
وفي مذكرات الدكتور ماليري وهو طبيب كان مقيما في الكويت بين (1911 و1947) التي ورد فيها ان «الكويت كانت عام 1914 معزولة عن العالم الخارجي تماما حيث تحولت كل السفن التي كانت تنقل المسافرين والبريد والبضائع عبر الخليج العربي لنقل الجنود عند زيارة ميناء الكويت ولم تكن هناك أي طريقة أو مواصلات سلكية أو لاسلكية تربط الكويت بالخارج الا انه مع استمرار الحرب تم تركيب لاسلكي ميدان ثم خط تلغرافي». الا انه وفي عهد الشيخ جابر بن مبارك الصباح وبعد توسطه لتجار الكويت لدى السلطات البريطانية سمحت هذه السلطات لتجار الكويت باستعمال خدمة تحويل الأموال إلى الخارج بالقسم البرقي.

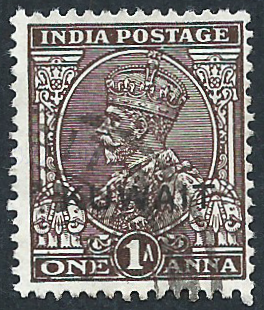
طابع من البريد الهندي مع توشيح "KUWAIT" صادر عام 1923 و هو من أول مجموعة طوابع حديثة تحمل اسم الكويت.

في عام 1919 أثناء حكم الشيخ سالم المبارك الصباح صدرت اختام للبرقيات بعد أن بدأ استخدام خط التلغراف الموصل بين مكتبي بريد الكويت وبريد البصرة في العراق من قبل العموم وبدأت حكومة بريطانيا تتولى الاشراف على المكتبين التابعين لادارة مكتب البريد الهندي.
لقد تم تبديل الختم المستخدم في مكتب البريد من اللغة الفرنسية إلى الإنجليزية عام، 1922 وفي العام الذي يليه صدرت أول مجموعة طوابع هندية مختومة باسم دولة الكويت باللغة الإنجليزية تحمل صورة الملك جورج الخامس ملك بريطانيا وامبراطور مستعمرة الهند.
وقد أصدرت إدارة البريد الهندية عدة مجموعات من الطوابع موشحة باسم الكويت باللغة الإنجليزية وعلى سنوات مختلفة (المجموعة الأولى صدرت عام 1923 والثانية عام 1929 والثالثة عام 1933 وتحمل هاته المجموعات صورة الملك جورج الخامس بينما صدرت المجموعة الرابعة عام 1939 والخامسة عام 1945 وتحمل هاتان المجموعتان صورة الملك جورج السادس). ويذكر ان مكتب البريد في الكويت كان يعمل من مقر المعتمد السياسي منذ عام 1904 وحتى 1929 ومع تعيين المعتمد السياسي الكولونيل ديكسن في الكويت عام 1929 حيث استأجر بيتا منفصلا لمكتب البريد وبقي المكتب الجديد يعمل حتى عام 1941 لينتقل إلى منزل عائلة (جشنمال) الهندية لمدة أسبوعين، وفي أواخر مايو من العام ذاته انتقل مكتب البريد إلى مقر شركة البرق واللاسلكي المحدودة.
في فبراير عام 1942 انتقل مكتب البريد إلى الدور الأول من الكشك الشمالي الذي شيده الشيخ مبارك بن صباح (1896/1915) في بداية عهده واستمر مكتب البريد يعمل من الكشك حتى السابع من فبراير 1952.
تسلمت دائرة البريد البريطانية إدارة مكتب الكويت منذ الأول من أبريل 1948 إلى الأول من فبراير 1959 وفي هذه الفترة استخدمت الكويت عشر مجموعات طوابع إنجليزية موشحة باسم الكويت باللغة الإنجليزية وتحمل أول خمس إصدارات صورة الملك جورج السادس بينما تحمل الخمس الأخرى صورة الملكة اليزابيث الثانية وقيمتها بالعملة الهندية. في السابع من فبراير 1952 انتقل مكتب البريد من الكشك الشمالي إلى منطقة الجمرك على ساحل البحر واستمر مكتب البريد الجديد بمنطقة الجمرك بالعمل إلى سنوات من عهد الشيخ عبد الله السالم.
أول طابع تذكاري كويتي صدر عام 1947 وكان يحمل صورة الشيخ احمد الجابر الصباح لتليه ثلاثة إصدارات أخرى أعوام (1948 و1949 و1950) كما استخدمت الكويت طوابع مالية كويتية تحمل صورة الشيخ احمد الجابر في السنوات الأخيرة من عهده بغية تحصيل الرسوم المالية وكانت الطوابع المالية من فئات نقدية مختلفة. وفي عهد الشيخ عبد الله السالم الصباح كانت الكويت تستخدم مجموعات الطوابع الإنجليزية الموشحة باسم الكويت باللغة الإنجليزية وتحمل صورة الملكة اليزابيث الثانية قبل أن يتم تأميم الخدمات الهاتفية والبرقية عام 1956 وتأسيس دائرة لتلك الخدمات (حاليا وزارة الموصلات) علما ان دائرة البريد البريطانية واصلت ادارتها لمكتب الكويت حتى الأول من فبراير عام 1958 لقسم البريد الداخلي وحتى الأول من فبراير 1959 لقسم البريد الخارجي.
بعد ذلك تسلمت حكومة الكويت الخدمات البريدية الداخلية وتم افتتاح المكتب المركزي للبريد (الصفاة) عام 1958 قبل ان تتسلم حكومة الكويت دائرة البريد الخارجي عام 1959 وفي هذا العام صدرت مجموعة طوابع كويتية وافتتاح مكتب البريد العام وقبول الكويت عضوا في اتحاد البريد العالمي.

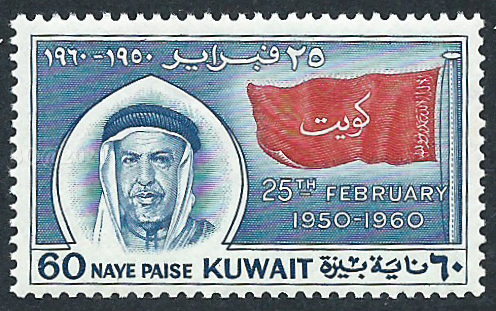
طابع بريد كويتي صادر عام 1960 صادر بمناسبة الذكرى العاشرة لتولي الشيخ عبد الله السالم الصباح الحكم. الطابع يحمل صورة علم الكويت القديم. القيمة على الطابع بالعملة الهندية (ناية بيزة).

حملت إدارة البريد في الكويت مسميات عدة منذ تاريخ افتتاحها منها (دائرة البرق والتلفون) و (دائرة البرق والهاتف) و (وزارة البريد والبرق والهاتف) ليستقر اخيرا على (وزارة المواصلات

## هواة الطوابع
إن هواية جمع الطوابع من الهوايات المحببة والمنتشرة لدى الكثيرين في جميع أنحاء العالم وبصورة واسعة حيث يقوم الهواة بجمع الطوابع وتصنيفها حسب كل دولة وحسب التاريخ وغيره من التصنيفات الأخرى والاتجار بها من أجل تحقيق الكسب المالي وهي لا تقتصر على أعمار معينة أو فئة معينه من الناس بل هي من الهوايات المتداولة بين الجميع من الصغار والكبار ذكورا أو إناثا وبجميع المستويات وهناك الكثير من الشخصيات المرموقة لديهم هذه الهواية.
إن هواية جمع الطوابع من الهوايات التي تنمي الجانب الفكري والثقافي لدى متداولها حيث أن الطابع يعكس تاريخ الدولة وحضارتها والتطورات التي مرت بهذه الدولة في جميع المجالات، فالحقيقة أن الطوابع عبارة عن كتب تاريخ تحكي تاريخ الدول ويستطيع من خلالها الهاوي أن يتعلم الكثير عن دول العالم والقصد من إصدار هذا الطابع.
لذا نرى الهواة يتهافتون على اقتناء الطوابع وخاصة اليوم الأول للإصدار وأيضا جمع الكثير من الطوابع لمختلف دول العالم وهناك من يقوم بالبحث عن النوادر من الطوابع والطوابع ذات الميزة الخاصة مثل التي تمتاز بالخطأ المطبعي والغير مكررة في الإصدارات الأخرى لنفس الطابع مثل التغير في اللون أو الخطاء في طباعة المعلومات الكتابية.
وجدير بالذكر أن مؤسسات كبرى في العالم وشركات تضم عددا ضخما من الموظفين تعتمد تجارتها على هواية جمع الطوابع والاتجار بها وأيضا هناك مزادات خاصة ببيع الطوابع البريدية سواء محلية أو عالمية وهناك الكثير من الهواة من اللذين يتابعون أخبار هذه المزادات سواء في المجلات العالمية أو الإنترنت وأيضا هناك تعارف وزمالات تكونت لمختلف الهواة ومن دول مختلفة نتيجة هذه الهواية التي تعتبر من الهوايات العالمية.

## مكتب هواة الطوابع
إن إدارة البريد في الكويت تؤمن بما يمكن أن تلعبه الطوابع البريدية من دور كبير في سبيل خدمة القضايا العربية والعالمية والكويتية خاصة في جميع المجالات الدولية كما تؤمن أيضا بما يمكن أن تلعبه هواية جمع الطوابع من دور في تهذيب الطباع والأخلاق بين الناشئة لهذا قامت بتأسيس مكتب لهواة الطوابع البريدية عام 1963 وذلك في عهد الشيخ عبد الله السالم وكان وزير المواصلات آنذاك الشيخ / خالد عبد الله السالم وكان السيد إبراهيم العبد الرزاق وكيلا مساعدا لشؤون البريد، ومنذ ذلك الحين وحرصا على المساهمة الفعالة في المجالات العربية والدولية فقد دأب مكتب هواة الطوابع على إصدار طوابع تذكارية خاصة في المناسبات القومية والإنسانية والثقافية وتغذية مكاتب الهواة العالمية بمجموعات من هذه الطوابع البريدية الكويتية الجديدة أي عند كل إصدار جديد، كما تحرص على أن يكون طابع البريد الكويتي حاملا الدعاية الصحيحة والصور الواقعية لهذا البلد الناهض عن طريق تجميل الطابع ليزين الألبومات البريدية عند هواة الطوابع ويلفت الأنظار عند أول لقاء معه.

## نشاط مكتب هواة الطوابع
1. عند إصدار أي طابع يتم طباعة مطوية (بروشور) تعريفية بالطابع باللغتين العربية والإنجليزية.
2. يتم الإعلان عن الإصدار عن طريق الصحف اليومية والاتصال الهاتفي الشخصي بالهواة المشتركين.
3. ترسل مجموعات من الإصدار للهواة المشتركين كل حسب نوع الاشتراك والرصيد المتبقي للمشترك عن طريق البريد المسجل وهذه الخدمة تقدم مجانا.
4. ترسل مجموعات الإصدار للشركات والمؤسسات والجمعيات ونوادي الهواة عن طريق البريد الممتاز مجانا.
5. يتم إبلاغ الهواة المشتركين عن المعارض المحلية والدولية الخاصة بهواة جمع الطوابع للمشاركة.
6. في عام 2003 تم تنظيم معرض دائم للطوابع البريدية الكويتية بالمكتب بمبنى مكتب بريد الصفاة.
7. عرض وبيع الطوابع البريدية الكويتية ومستلزماتها من البومات وملاقط وعدسات تكبير وأوراق البلاستك الشفافة [5]